# Ratusz w Łodzi
Ratusz w Łodzi – jeden z pierwszych murowanych budynków w Łodzi, wzniesiony w 1827 według projektu Bonifacego Witkowskiego. Jest to najcenniejszy i najstarszy w Łodzi zabytek architektury klasycystycznej.

## Historia
Ratusz został wybudowany na Rynku Nowego Miasta (dzisiejszy Plac Wolności). Jego forma nawiązuje do wzniesionego w tym samym okresie, po drugiej stronie ulicy, ewangelickiego kościoła Świętej Trójcy. Oba budynki tworzyły symboliczną reprezentacyjną bramę wjazdową na ulicę Piotrkowską. Po przebudowie kościoła w końcu XIX wieku, ratusz pozostał jedynym budynkiem, który zachował dawną formę architektoniczną.
Budynek wieńczy czworoboczna wieża z dzwonnicą i zegarem ufundowanym przez przedsiębiorcę z Ozorkowa – Schlössera (uruchomiony w 1834 przez zegarmistrza Michała Strangosa). Szczyt wieżyczki wieńczy sygnaturka.
W ratuszu znajdowało się mieszkanie burmistrza, kancelaria, archiwum miejskie, skarbiec, sala obrad oraz areszt policyjny. Na dziedzińcu postawiono dwie szopy. W 1861 wyburzono szopy, a w ich miejscu rok później wystawiono pawilon przylegający do Hotelu de Pologne Antoniego Engela. W pawilonie mieściło się biuro Zarządu Policji miasta Łodzi.
Do I wojny światowej budynek pełnił rolę siedziby władz miejskich. W listopadzie 1914 z samolotu niemieckiego zrzucono bombę (według J. Raciborskiego granat), która wybuchła przed gmachem ratusza. Wybuch spowodował wypadnięcie wszystkich szyb wraz z ramami oraz drzwi głównych, uszkodzony został zegar, a z elewacji spadła duża część tynku. W tej sytuacji budynek przestał praktycznie być siedzibą władz miejskich. Okupacyjny, niemiecki, zarząd miasta wiosną 1915 podjął decyzję o przeprowadzeniu gruntownego remontu pod kierunkiem architekta Kazimierza Stebelskiego z dużym pietyzmem do historycznej wartości obiektu. Zadbano o rekonstrukcje wszelkich dawnych szczegółów architektonicznych, opierając się między innymi na zdjęciach z 1888, będących w posiadaniu architekta Hilarego Majewskiego. Po tym remoncie budynek zajęły biura Wydziału Podatkowego, Zdrowotności oraz Wydział Ksiąg Ludności i pozostały w nim prawie do końca lat 20. XX wieku.
Od 1927 budynek został przeznaczony na Archiwum Akt Dawnych m. Łodzi, które pod zmienioną nazwą (Archiwum Państwowe w Łodzi) funkcjonuje tam do dzisiaj (dyrekcja oraz część najdawniejszych zbiorów).

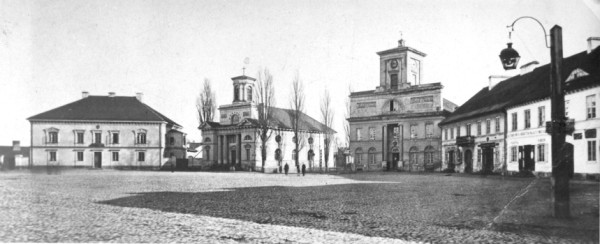
Nowy Rynek (ob. pl. Wolności), lata 60. XIX w